# Радавка (Західнопоморське воєводство)
Радавка (пол. Radawka, нім. Raddack) — село в Польщі, у гміні Камень-Поморський Каменського повіту Західнопоморського воєводства.
Населення — 62 особи (2011).
У 1975-1998 роках село належало до Щецинського воєводства.

## Демографія
Демографічна структура станом на 31 березня 2011 року:
|          | Загалом | Допрацездатний вік | Працездатний вік | Постпрацездатний вік |
| -------- | ------- | ------------------ | ---------------- | -------------------- |
| Чоловіки | 33      | 3                  | 27               | 3                    |
| Жінки    | 29      | 3                  | 17               | 9                    |
| Разом    | 62      | 6                  | 44               | 12                   |